# 1413
1413 (MCDXIII) var ett normalår som började en söndag i den julianska kalendern.

## Händelser

### Mars
- 20 mars
  - Danska Landskrona får stadsprivilegier med avsikt att det ska bli en uppehållsort för engelska och holländska köpmän.
  - Vid Henrik IV:s död efterträds han som kung av England och herre över Irland av sin son Henrik V.

### April
- 16 april – På palmsöndagen utfärdar Erik av Pommern ett påbud om gästgivargårdar, vilket dock får en närmast obetydlig effekt.

### Maj
- 5 maj – Erik av Pommern utfärdar ett privilegiebrev till bergsmännen i Åtvidaberg för kopparframställning. Denna dag räknas därför som ortens födelsedag.

### Juli
- 25 juli – Fredsförhandlingar hålls mellan Erik av Pommern och holsteinarna i Nyborg.[förtydliga] Dessa misslyckas dock, då Erik låter döma hertigarna för majestätsbrott, något som dessa inte finner sig i.

### Okänt datum
- Erik utfärdar en räfstetingsstadga i Stockholm, som svar på protesterna från det svenska frälset. Frälseegendomar, som tidigare tillfallit kronan och skattebönderna, kan genom denna återkrävas av kyrkan och adeln.
- Bondeplågaren Jösse Eriksson utnämns till fogde i Västerås slottslän (Västmanland, Dalarna och Jämtland).
- Skövde får troligtvis stadsprivilegium.
- Hjo omnämns som stad för första gången.
- Tranemo omnämnds som socken för första gången.
- En pestepidemi drabbar Sverige.

## Födda
- 8 september – Katarina av Bologna, konstnärernas skyddshelgon.
- 19 november – Fredrik II av Brandenburg, kurfurste av Brandenburg.

## Avlidna
- 20 mars – Henrik IV, kung av England och herre över Irland sedan 1399.
- Knut Tordsson (Bonde), svensk riddare och riksråd, far till kungen Karl Knutsson.